# Tony Settember
Tony Settember, ameriški dirkač Formule 1, * 10. julij 1926, Manila, Filipini, † 4. maj 2014, Reno, Nevada, Združene države Amerike. 
Debitiral je v sezoni 1962 na dirki za Veliko nagrado Velike Britanije, ko je zasedel enajsto mesto, kar je njegova najboljša uvrstitev v karieri. Na drugi dirki v sezoni je odstopil, prav tako tudi na štirih dirkah v naslednji sezoni 1963, na peto se pa sploh ni kvalificiral. Za tem ni več nikoli dirkal v Formuli 1.

## Popolni rezultati Formule 1
(legenda) (odebeljene dirke pomenijo najboljši štartni položaj, poševne pa najhitrejši krog, †-uvrščen kljub odstopu)
| Leto | Moštvo          | Šasija       | Motor             | 1   | 2       | 3   | 4       | 5      | 6       | 7       | 8   | 9   | 10  | Prv | Toč |
| ---- | --------------- | ------------ | ----------------- | --- | ------- | --- | ------- | ------ | ------- | ------- | --- | --- | --- | --- | --- |
| 1962 | Emeryson Cars   | Emeryson Mk2 | Climax Straight-4 | NIZ | MON     | BEL | FRA     | VB 11  | NEM     | ITA Ret | ZDA | JAR |     | -   | 0   |
| 1963 | Scirocco-Powell | Scirocco 01  | BRM V8            | MON | BEL Ret | NIZ | FRA Ret | VB Ret | NEM Ret | ITA DNQ | ZDA | MEH | JAR | -   | 0   |